# Костинчак Іван Іванович
Іван Іванович Костинчак (нар. 1928) — український радянський футболіст, нападник та півзахисник, футбольний суддя.

## Життєпис
Виступав за команди «Шахтар» Сталіно (1949-1952 — 36 матчів, три голи в чемпіонаті), «Металург» Запоріжжя (1953-1955), «Машинобудівник» Запоріжжя (1956-1957, КФК), «Будівельник» Запоріжжя (1959, КФК).
Півфіналіст Кубку СРСР 1951.
З 1963 року — футбольний суддя.